# Mugur Călinescu
„Vrem libertate; Vrem respectarea tuturor drepturilor”
Mugur Iulian Călinescu (n. 28 mai 1965, Botoșani, România – d. 14 februarie 1985, Botoșani, România) a fost un elev la Liceul „A.T. Laurian” din Botoșani,  cunoscut pentru acțiunile sale de protest împotriva regimului comunist din România. A fost declarat post-mortem, luptător împotriva regimului totalitar.

## Panoul

Unul dintre panourile pe care a scris Mugur Călinescu manifestele anticomuniste

La 16 ani, elev în clasa a XI-a, în noaptea din 12 spre 13 septembrie 1981, a scris pe peretele Comitetului Județean PCR Botoșani cu cretă albastră o serie de manifeste anticomuniste. Timp de câteva luni, acesta a fost căutat de Securitate. Un profesor de psihologie avea să încerce să îi facă un portret-psihologic, însă acesta avea să fie total eronat. Securiștii urmau să caute un om de peste 30 de ani, cu o maturitate ieșită din comun, și nu un adolescent de 16 ani. În fiecare noapte se făceau inscripții noi, acest lucru punându-i pe jar pe comuniști. Aceștia au luat peste 80.000 de probe de scris, ceea ce însuma aproape toată populația matură din Botoșani. Toți securiștii au memorat pe de rost inscripțiile, astfel putând să le recunoască oriunde. Însă, în data de 18 octombrie, după scrierea a cel puțin 24 de manifeste, Mugur a fost prins în flagrant, la orele 00.55. Acest lucru nu s-a întâmplat datorită progreselor făcute de securiști, ci din cauză că adolescentul ar fi fost turnat de niște colegi, iar mai apoi a fost urmărit.
„Cetățeni! Trebuie să fim conștienți de rolul nostru în societate și să spunem un nu hotărât stărilor de lucruri ce se conturează la noi”
„În Polonia prietenă, oamenii au dobândit o libertate reală, au sindicate libere «Solidaritatea» și «Solidaritatea rurală». Acestea le reprezintă cu adevărat drepturile chiar dacă au aceleași probleme alimentare ca și noi”
„Nu mai putem accepta mizeriile și nedreptățile din țara asta”
„Cetățeni! Țara noastră are o situație economică grea. Datoriile externe au atins 10.000.000.000 dolari, în timp ce în presă plouă cu «petale roz»”; „Vrem democrație”.”

## Ancheta Securității
Persecuțiile exagerate ale Securității au avut un efect dramatic asupra sa. Este marginalizat de societate (la fel ca și mama sa), iar la scurt timp, în 1983, este diagnosticat cu leucemie. Există opinii care susțin că îmbolnăvirea s-ar datora faptului că a fost otrăvit (sau iradiat) în timpul anchetelor.

## Deshumare
Mugur își are locul de veci în cimitirul Pacea, Botoșani. Pe data de 17 mai 2017 acesta a fost deshumat pentru a se stabili dacă adevărata cauză a morții a fost otrăvirea sau iradierea. Până la momentul actual nu s-a realizat nici un progres semnificativ.